# ベニバーズ
YSKべニバーズは、YSKグループが展開するコンビニチェーン。1995年春には山形県寒河江市のこもだ酒店をグループ1号店としてオープンした。
　YSKでは、コミネットが店舗の情報化を、山形県酒類酒販協同組合が店舗の運営指導を行う。
　同コンビニでは、他チェーンのようなロイヤリティ制度や店名を変更する必要はなく、従来の店名を継続使用できた。
　取扱商品は、酒類をはじめ、日用品や弁当などで営業時間は早朝から深夜までであったものの、営業時間は店舗によって自由に決められた。
　山形県酒類卸協同組合の加盟店の小規模酒店はディスカウントストアの台頭で経営が苦しくなっていることからコンビニへの業態転換で加盟店活性化を狙う。

## 沿革
- 1995年 - 山形県酒販卸協同組合と山形市の第3セクター情報通信会社であるコミネット仙台がコンビニチェーンのYSKグループを共同設立[2]。
- 同年春 - 1号店を山形県寒河江市内にあるこもだ酒店にオープン[2]。
- 1999年4月8日 - JA山形経済連の子会社、くみあい総合食品流通センターとともに、YSKに加盟した。空いている米倉庫の一部を活用し、コンビニ展開を開始した。店名は「酒＆コンビニ サンサン」[4]。
- 2004年3月 - 山形県酒類卸協同組合が株式会社に組織変更した[5]。

## 店舗
2008年時点（すべて山形県内、住所は当時のもの）
（情報はベニバーズ公式サイトによる）
- かんべい（山形市江俣4-17-31）
- あさの（山形市小立4-13-72）
- サンサン（山辺町大寺129-4）運営はJA。
- あいらんど（寒河江市大字島247）
- いとうや（大石田町大字田沢551-20）
- ヤマシチ（白鷹町鮎貝3286）
- えんどう（白鷹町大字横田尻1450）
- オレンジ（小国町兵庫舘2-7-5）
- タナムラ（米沢市南原笹野町2979）
- たかはし（鮭川村大字京塚1158）
- 丸満寿（真室川町釜淵371-23）
- さとう（戸沢村古口487）
- いしづか（松山町地見興屋字下谷地26-7）
- しばやま（藤島町長沼字宮前61）
- とうかい（山形市宮町2-4-45）
- かとう（山形市）

　　計16店舗　

### 備考
2022年5月現在山形県に3店舗あるコンビニエンスストア。山形市、尾花沢市、最上郡戸沢村に店舗がある。かつては酒田市にも店舗が存在した。